# Gametangi
Un gametangi (plural: gametangis) és un òrgan o cèl·lula en el qual els gàmetes són produïts. Els gametangis es troben en molts organismes pluricel·lular protists, algues, fongs, i en els gametòfits de les plantes. Per contrast a la gametogènesi dels animals, un gametangi és una estructura haploide i formadora de gàmetes que no implica meiosi.

## Tipus de gametangis
Depenent del tipus del gàmeta produït en un gametangi:

### Femella
Els gàmetes femenins produïts als gametangis són més coneguts com a arquegonis. Produeixen cèl·lules d'ou i són la localització de la fertilització. Els arquegonis són comuns en algues i plantes primitives així com gimnospermes. En la floració de plantes, aquests són reemplaçats pels sacs embrionals dins de l'òvul.

### Mascle
Els gàmetes femenins produïts als gametangis són més coneguts com a anteridis. Produeixen cèl·lules d'espermatozous que alliberen per fertilització. Els anteridis que produeixen gàmetes no alliberadors d'esperma són també anomenats estermatangis. Alguns anteridis no alliberen el seu esperma. Per exemple, l'oomicet anteridi és un sincici amb molts nuclis d'esperma i la fertilització ocorre via tubs de fertilització creixent de l'anteridi i fent contacte amb les cèl·lules d'ou. Els anteridis són comuns en els gametòfits o en "plantes" més baixes com ara els briòfits, falgueres, cycads i ginkgo. En "plantes" més altes com les coníferes i, en plantes florint, són reemplaçats per grans de pol·len.

### Isogàmia
Dins l'isogàmia, els gàmetes són iguals i no poden ser classificats com a "mascle" o "femella." Per exemple, en zigomicots, dos gametangis formen contacte bo amb cadascun altre i fusible a un zigosporangi. Dins el zigosporangi, els nuclis de cada original formen una parella..